# Monica McGowan Johnson
Pour les articles homonymes, voir McGowan.
Monica McGowan Johnson est une scénariste et productrice américaine, née le 21 février 1946 à El Centro (Californie) et morte le 1er novembre 2010 à Los Angeles. Elle est la sœur de Jerry Belson, lui aussi scénariste.

## Filmographie

### comme scénariste
- 1976 : Laverne et Shirley (Laverne & Shirley) (série TV)
- 1979 : Real Life
- 1979 : Americathon (en)
- 1981 : Modern Romance
- 1982 : Jekyll and Hyde... Together Again de Jerry Belson
- 1985 : Lost in America
- 1994 : The Scout
- 1996 : Mother
- 1999 : La Muse (The Muse)